# L'Ange rouge (film, 1949)
Pour les articles homonymes, voir L'Ange rouge.
Pour plus de détails, voir Fiche technique et Distribution.
L'Ange rouge est un film français réalisé par Jacques Daniel-Norman et sorti en 1949.

## Synopsis
L'Ange rouge est un cabaret tenu par un ancien truand avec son amie, une chanteuse et danseuse qu'il a ramenée d'Argentine. Un gangster en fuite qui détient un magot, pourchassé par un gang, se réfugie au cabaret. La chanteuse et le gangster auront une aventure.

## Fiche technique
- Titre : L'Ange rouge
- Réalisation : Jacques Daniel-Norman
- Scénario et dialogue :  Pierre Laroche
- Décors : Raymond Druart
- Musique : Francis Lopez, Henri Contet  et Jacques Daniel-Norman
- Photographie : Marc Fossard
- Son : Lucien Legrand
- Sociétés de production : Codo-Cinéma - Productions Claude Dolbert
- Pays :  France
- Langue : français
- Format :  Son mono - Noir et blanc - 35 mm  - 1,37:1
- Genre : Film dramatique
- Durée : 90 minutes
- Date de sortie 
  - France : 1er juillet 1949

## Distribution
- Paul Meurisse	: Pierre Ravignac
- Tilda Thamar : Rita Tyndar
- Antonin Berval : Antonin Baretta
- Roland Armontel : Le commissaire Martin
- Rivers Cadet : Le gardien-chef
- Alexandre D'Arcy : Ocelli
- Simone Delamare
- Paul Demange : Loulou
- Albert Dinan : Max
- Gisèle François
- Colette Georges
- Serge Grave : Roger
- René Hell : Harpin
- Jacques Henley : Le directeur de la prison
- Ketty Kerviel : Plume
- Françoise Lauby
- Charles Lemontier : L'inspecteur Lerouge
- Georges Sauval : Le chauffeur